# Gaston Bachelard
Gaston Bachelard (født 27. juni 1884 i Bar-sur-Aube, død 16. oktober 1962 i Paris) var en fransk filosof, der især har arbejdet med videnskabsteori og poesiens filosofi.

## Filosofi
Bachelards videnskabsteori (Le nouvel esprit scientifique ("Den nye videnskabelige ånd", 1934) and La formation de l'esprit scientifique ("Dannelsen af den videnskabelige ånd", 1938) var et studie af de psykologiske faktorer der påvirker videnskaben. Bachelards opfattelse af at videnskaben historisk oplever epistemologiske brug og at dens historie ikke er kontinuert, som Auguste Comte hævdede, har påvirket Thomas Kuhn. En af hovedteserne i Den nye videnskabelige ånd er at den moderne videnskab erstatter den klassiske substansmetafysik med en "relationernes ontologi", der minder om procesmetafysik.
Ifølge Bachelards teori om poesien kan inspiration klassificeres i fire kategorier, der svarer til de klassiske fire elementer: Jord, ild, vand, luft. Især hans værk Ildens psykoanalyse (Le psychoanalyse du feu) har vundet stor udbredelse.
Også hans Rummets poetik (La poetique de l'Espace, der er en fænomenologisk undersøgelse af arkitekturen læses bredt. Begrebet Kassandra-kompleks stammer fra Bachelard.

## Værker på dansk
- Lysets flamme, Hans Reitzels Forlag 1996. ISBN 87-412-2921-5 (Oversat fra La Flamme d'une chandelle fra 1962.)
- Nej'ets filosofi, Stjernebøgernes Kulturbibliotek Vinteren, 1970. ISBN 87-414-8909-8
- Rummets poetik, Forlaget Mindspace, 2022. ISBN 87-93535-64-0 Parameter fejl i {{ISBN}}: Fejl i ISBN. (Oversat fra La poétique de l'espace, fra 1957).

## Værker på fransk
- Essai sur la connaissance approchée Thèse principale. Éditions Vrin 1927. ISBN 2-7116-0042-4
- Étude sur l'évolution d'un problème de physique. La propagation thermique dans les solides. Éditions Vrin 1927. ISBN 2-7116-0043-2
- La Valeur inductive de la Relativité. Éditions Vrin 1929. ISBN 2-7116-8004-5
- Le Pluralisme cohérent de la chimie moderne. Éditions Vrin 1929 . ISBN 2-7116-0044-0
- L'Intuition de l'instant Étude sur la Siloë de Gaston Roupnel. Éditions Stock 1932. ISBN 2-253-94197-2
- Les Intuitions atomistiques : Essai de classification. Éditions Boivin 1933. Genudgivet hos Vrin
- Le Nouvel Esprit scientifique. Éditions Alcan 1934. ISBN 2-13-054249-2
- L'Expérience de l'espace dans la physique contemporaine. Éditions Alcan 1937.
- La Dialectique de la durée. Éditions Boivin 1936 ISBN 2-13-054961-6
- La Formation de l'esprit scientifique Contribution à une psychanalyse de la connaissance objective. Éditions Vrin 1938. ISBN 2-7116-1150-7
- La Psychanalyse du feu. Gallimard 1938. ISBN 2-07-032325-0
- Lautréamont. Éditions José Corti 1939 . Nouvelle édition en 1951 ISBN 2-7143-0124-X
- La Philosophie du non : Essai d'une philosophie du nouvel esprit scientifique. P.U.F. 1940. ISBN 2-13-054984-5
- L'Eau et les Rêves : essai sur l'imagination de la matière, Éditions José Corti 1941 ISBN 2-253-06099-2
- L'Air et les Songes : essai sur l'imagination du mouvement, Éditions José Corti 1943 ISBN 2-253-06100-X
- La Terre et les Rêveries du repos, Éditions José Corti 1946 ISBN 2-7143-0299-8 og ISBN 2-7143-0876-7
- La Terre et les Rêveries de la volonté, Éditions José Corti 1948 ISBN 2-7143-0823-6
- Le Rationalisme appliqué, P.U.F.1949.ISBN 2-13-054442-8
- Paysages. Étude pour quinze burins d'Albert Flocon, P.U.F. 1950
- L'Activité Rationaliste de la physique contemporaine, P.U.F. 1951 ISBN 2-13-028523-6
- Lettres à Louis Guillaume (1951-1962), Éditions La Part commune 2009 ISBN 2-84418-151-1
- Le Matérialisme rationnel, P.U.F. 1953 ISBN 2-13-056285-X
- La Poétique de l'espace, P.U.F. 1957 ISBN 2-13-054444-4
- La Poétique de la rêverie, P.U.F. 1960 ISBN 2-13-054950-0
- La Flamme d'une chandelle, P.U.F 1961] ISBN 2-13-053901-7
- L'Engagement rationaliste posthumt, P.U.F. 1972.
- Fragments d'une Poétique du Feu (posthumt, udgivet af Suzanne Bachelard)), P.U.F. 1988 ISBN 2-13-041454-0
- Études (indeholder Noumène et microphysique, La Critique du concept de frontière épistémologique, Idéalisme discursif, Lumière et substance, ogLe monde comme caprice et miniature), Édition Vrin 1972 ISBN 2-7116-0046-7
- Épistémologie (tekster udvalgt af Dominique Lecourt), P.U.F. 1972 ISBN 2-13-044684-1
- Le Droit de rêver posthume, P.U.F. 1970 (préfaces, articles, études, de 1939 à 1962) ISBN 2-13-056363-5